# Ray Wijewardene
Philip Revatha „Ray” Wijewardene (ur. 20 sierpnia 1924 w Kolombo, zm. 12 sierpnia 2010) – cejloński żeglarz sportowy, uczestnik Letnich Igrzysk Olimpijskich 1968.
Na tych igrzyskach startował w klasie Finn. Po tygodniu zmagań uzyskał łącznie 223 punkty, co dało mu 29. miejsce. Wyprzedził siedmiu żeglarzy. Najlepszy wynik w poszczególnych wyścigach osiągnął w przedostatnim szóstym, w którym zdobył 26 punktów za 20. miejsce.

## Wyniki olimpijskie
| Igrzyska | Konkurencja | 1  | 2  | 3  | 4  | 5  | 6  | 7  | Łącznie | Pozycja    | Źródło |
| -------- | ----------- | -- | -- | -- | -- | -- | -- | -- | ------- | ---------- | ------ |
| IO 1968  | Klasa Finn  | 31 | 30 | 34 | 34 | 36 | 26 | 32 | 223     | 29 (na 36) | [ 1 ]  |